# Капур, Мона
Мо́на Капу́р (англ. Mona Kapoor), в девичестве — Шури́ (англ. Shourie; 3 февраля 1964, Дели, Индия — 25 марта 2012, Мумбаи, Махараштра, Индия) — индийская бизнесвумен и телевизионный продюсер.

## Биография
Была генеральным директором «Future Studios».
Первая жена (1983-1996) кинопродюсера Ачала (Бони) Капура, в браке с которым родились двое детей: сын Аржун (род. 26.06.1985), ставший актером, и дочь Аншула (род. 29.12.1992); а также есть две дочери Бони от второго брака (02.06.1996-24.02.2018) с актрисой Шридеви (13.08.1963-24.02.2018): Джанви (род. 06.03.1997), идущая по стопам матери и ставшая актрисой, и Кхуши (род. 05.11.2000).
Умерла в 48-летнем возрасте 25 марта 2012 года от полиорганной недостаточности, вызванной продолжительной борьбой с раком.